# WSV Nebeltruppe Celle
Der Wehrmacht-Sportverein Celle war ein Fußballverein aus Celle, der nach einem Vorgängerverein auch als WSV Nebeltruppe Celle bekannt war.

## Geschichte

### Drei Vorgängervereine
Am Garnisonsstandort Celle nahmen in den Jahren 1937 und 1938 gleich drei Soldatenmannschaften den Spielbetrieb auf. 1937 ging der Militär-Sportverein Celle ebenso wie der Luftwaffensportverein Celle an den Start. 1938 kam die Nebeltruppe aus der Nebel-Lehr- und Versuchsabteilung hinzu, die in der Waffenfarbe der Nebeltruppe mit bordeauxrot Trikots (dazu weiße Hosen) auflief. Nebeltruppe war die Bezeichnung für die Truppengattung der Wehrmacht zur chemischen Kriegsführung, die u. a. die sogenannten Nebelwerfer bediente. In Celle war die Nebel-Ersatz-Abteilung 1 stationiert sowie die Heeresgasschutzschule 1. Alle drei Mannschaften spielen bis 1939 unterklassig.
Zum Start der Saison 1939/40 wurde kriegsbedingt im Bezirk Lüneburg eine Notrunde mit zwei Staffeln ausgespielt, die unterhalb der damals erstklassigen Gauliga angesiedelt waren. Der Nebeltruppe gelang es, die Südstaffel zu gewinnen und sich in Entscheidungsspielen gegen Nordmeister Teutonia Uelzen für die Aufstiegsrunde zur Gauliga Nordniedersachsen zu qualifizieren. Dort scheiterte die Nebeltruppe als abgeschlagener Letzter deutlich.
1941 setzte sich die Nebeltruppe erneut in der Südstaffel durch, schied dann aber in den Ausscheidungsspielen um die Bezirksmeisterschaft aus. Doch ein weiteres Jahr später gelang die Qualifikation zur Gauliga durch Erfolge über den VfB Braunschweig und die SpVg Hannover 97 in der Aufstiegsrunde.

### Wehrmachtsportverein
Zum Beginn der Saison 1942/43 wurden die drei Soldatenmannschaften zum Wehrmacht-Sportverein Celle zusammengefasst. Gleich in der ersten Saison als Gauligist sicherte sich der WSV den zweiten Platz im Gau Südhannover-Braunschweig, allerdings mit deutlichem Rückstand auf den Meister Braunschweiger SV Eintracht, jedoch noch vor Teams wie dem SV Arminia Hannover und Hannover 96.
Zur Saison 1943/44 wurden die Gauligen reformiert und Osthannover erhielt eine eigene Liga. Neben dem MSV Lüneburg war der WSV Celle der zweite bisherige Gauligist, sechs Zweitligisten ergänzten die Staffel. Erwartungsgemäß holte sich die Nebeltruppe die Meisterschaft 1944 im Gau Osthannover vor dem Cuxhavener SV und qualifizierte sich für die Endrunde um die deutsche Meisterschaft 1944. Dort schied der in nach der Überlieferung weinrot-schwarzem Dress auflaufende WSV bereits in der 1. Runde gegen den späteren Vizemeister Luftwaffen-Sportverein Hamburg aus. Vor 9.000 (oder 13.000) Zuschauern in Hamburg am Rothenbaum gab es am 16. April 1944 eine deutliche 0:4-Niederlage. Zu den Spielern in der Saison 1943/44 gehörte der spätere zehnfache DDR-Nationalspieler Karl Wolf.
| Die Endrundenteilnehmer von 1944: Heinrich Lipsius – Fritz Stahlmann, Heinz Bauer – Horst Dohm, Willi Peisker, Hans Schildbach – Paul Wolff, Karl Wolf, W. Schmidt, Heinz Fischer, Heinz Rennhack |

Die Gauliga Osthannover wurde für die Spielzeit 1944/45 in zwei Staffeln eingeteilt. Der WSV Celle gehörte zur Südstaffel, konnte jedoch kein Spiel mehr austragen, bis die Staffel am 25. Oktober 1944 abgebrochen wurde. Im Laufe des Jahres 1945 wurde der Verein aufgelöst. Einige Spieler wie Heinz Bauer und Horst Dohm waren später noch beim TuS Celle aktiv.

## Spielorte
Der Verein für Angehörige der Wehrmacht spielte in Celle auf dem Sportplatz der Seekt-Kaserne oder auf dem Städtischen Jahnplatz.